# Giuseppe Pecci (1807–1890)
Giuseppe Pecci (ur. 13 lub 15 grudnia 1807 w Carpineto koło Anagni, zm. 8 lutego 1890 w Rzymie) – włoski duchowny katolicki, jezuita, kardynał.

## Życiorys
Był starszym bratem Vincenzo Pecciego, późniejszego papieża Leona XIII. W 1824 wstąpił do zakonu jezuitów, święcenia kapłańskie przyjął w 1837. Opuścił zakon w 1848, ponownie znalazł się w jego szeregach pod koniec życia w 1887.
Po wyborze brata na papieża został mianowany zastępcą bibliotekarza Świętego Kościoła Rzymskiego (we wrześniu 1878); w maju 1879 brat mianował go kardynałem diakonem Sant'Agata alla Suburra, powierzył mu również funkcje prefekta Kongregacji ds. Studiów (w lutym 1884) i członka Komisji Studiów Historycznych (w październiku 1884).
Został pochowany na cmentarzu Campo Verano w Rzymie.